# Ucea de Jos, Brașov
Ucea de Jos este satul de reședință al comunei Ucea din județul Brașov, Transilvania, România.

## Poziția geografică
Satul Ucea de Jos este situat la marginea județului Brașov la o distanță de:
- 91 km de municipiul Brașov
- 52 km de municipiul Sibiu
- 25 km de municipiul Făgăraș
- 8 km de orașul Victoria

Satul Ucea de Jos este străbătut de următoarele drumuri:
- drumul european E68, care leagă Ungaria (Szeged) de România și face legătura între sat și municipiile: Brașov, Sibiu și Făgăraș. Pe tronsonul Sebeș - Sibiu - Brașov - București, acest drum european folosește același traseu cu DN1.

- drumul județean DJ105C care leagă satul de orașul Victoria
- drumul județean DJ107B care leagă satul Ucea de Jos de satul Feldioara
- drumul comunal 83 care leagă satul Ucea de Jos de satul Ucea de Sus
- drumul comunal 81 și 82 care leagă satul Ucea de Jos de satul Corbi.

Tot prin Ucea de Jos trece și o cale ferata neelectrificata ce leagă municipiul Brașov de municipiul Sibiu. Gara Ucea de pe această rută deservește satele din jur dar și orașul Victoria, fiind astfel o stație importanta în care opresc atât trenurile regionale cât și cele interregionale. Această gară este utilă atât pentru localnici cât și pentru turiști.
Satul Ucea de Jos are în vecinătate următoarele sate: Ucea de Sus în sud, Corbi în est, Arpașul de Jos în vest și Feldioara în Nord.
Prin Ucea de Jos trece râul Olt, râul Ucea și alte cursuri de apa: Corbul Vistei, Corbul Sec, Racoviță, Corșor.
Satul Ucea de Jos dispune de alimentare cu apă potabilă, gaze naturale, energie electrică și  telecomunicații (telefon, internet, tv) prin conexiuni fixe (cablu) și mobile.

## Istoria satului
Satul Ucea de Jos este situat în Țara Făgărașului pe șoseaua națională Brașov-Făgăraș-Sibiu și de-a lungul râului cu același nume, Ucea. În vechime configurația satului era alta. Înșiruirea actuală a satului de-a lungul râului menționat datează doar din anul 1843. Înainte de această dată, satul era așezat parțial pe drumul ce duce de la Ucea la Corbi, adică pe un segment din drumul național de pe vremuri din Țara Făgărașului, rămas până astăzi sub denumirea de “Calea țării”. Datorită unui incendiu care a distrus partea de răsărit a satului (după o altă tradiție datorită molimei), locuitorii rămași fără locuințe și-au construit altele de-a lungul râului Ucea, satul căpătând configurația actuală. Vechea vatră a satului se putea observa până nu demult.
E interesant de relatat că denumirea de Ucea a localității are corespondențe și în alte limbi și țări. Iată denumiri similar ale unor localități din alte țări: Ucia staraia, Ucia bolșaia (numele unui râu din apropierea Moscovei), Ucialy și Ucialla, toate patru din Rusia; Utschendorf din Polonia; Ucenfu din China; Utschthal din Austria și Utsjoki din Finlanda. S-ar putea spune că toate aceste denumiri provin dintr-o rădăcină comună „uci”. Walter Scheiner afirma într-un articol dintr-o enciclopedie că denumirea de Ucea ar proveni din limba turcă sau tătară și trebuie pusă în legătură cu celelalte denumiri amintite. În Polonia există chiar o regiune întreagă denumită Uci. Explicarea etimologică, toponimică, istorică și relațională a numelui de Ucea rămâne pe seama specialiștilor. În București există „Strada Ucea”, din care se desprinde „Aleea Ucea“. O vale din Munții Făgăraș se numește „Ucea Mare”, iar alta „Ucișoara”. De la denumirea satului se trage și numele de familie Uceanu, existent în România, ca și cel de Ucenescu.
În ceea ce privește vechimea satului Ucea de Jos, putem indica (în urma unei cercetări incomplete) trei documente istorice. Într-un document din anul 1223, regele Ungariei Andrei al II-lea confirmă existența unor sate românești din Țara Făgărașului între care și Ucea. Dacă în anul 1223, satul Ucea și celelalte sate românești existau, înseamnă că toate acestea, ca și românii care le locuiau, erau mai vechi, existau înainte de anul 1223.
A doua însemnare documentară este în legătură cu Radu cel Frumos, domnul Țării Românești (1462-1475) și datează din anul 1473.
Al treilea document istoric datează din anul 1509. De data aceasta este vorba despre o sentință dată de scaunul judecătoresc, alcătuit din 12 boieri jurați, sub prezidiul căpitanului suprem al Făgărașului, Paul Thomony, prin care se confiscă moșiile dintre Ucea și Corbi ale boierilor Bursan de Ucea și ale văduvei Ana Ziin din Ucea, aceasta fiind denumită în document “marea trădătoare din Ucea”. Acești doi boieri împreună cu alți doi boieri din vecinătate au declanșat o răscoală populară împotriva stăpânirii maghiare, menită să elibereze Țara Făgărașului și s-o aducă sub oblăduirea Domnului Țării Românești, pe atunci Mihnea Vodă, numit cel Rău, așa cum se mai aflase aproape un veac, între anii 1366-1464. Răscoala nu a reușit și celor patru boieri, socotiți infideli castrului și trădători ai țării, li s-au confiscat moșiile și date boierilor credincioși stăpânirii maghiare: Coman, Vladimir, Stanislau, Bărbat, Barbu, Toma, Vlad și Radu din Ucea. Este de remarcat că în cele trei documente istorice vechi menționate se folosește  doar denumirea de Ucea, fără să se specifice dacă e vorba de Ucea de Jos sau de Ucea de Sus. Această imprecizie se întâlnește în documentele istorice vechi și cu privire la alte localități din Țara Făgărașului.
În aprecierea vechimii satelor de pe Țara Făgărașului și încercarea de a ști care sunt mai vechi, cele de pe lângă Olt sau cele de sub munte, trebuie avut în vedere și luat în considerare faptul că în trecutul îndepărtat pădurile subcarpatice coborau până în vecinătatea Oltului. Cu trecerea timpului, oamenii înmulțindu-se au despădurit treptat dinspre Olt spre munte, spre a-și asigura lemnele de foc și teren pentru culturile agricole. Când s-a ajuns cu despăduritul până aproape de poalele munților, au luat ființă și așezările omenești, respectiv satele “de Sus”. Deci, Ucea de Jos e o așezare omenească apărută cu mult înaintea celei “de Sus”. Însuși drumul de țară ce trecea prin Ucea de Jos, Corbi, Viștea de Jos și mai departe de-a lungul Oltului dovedește vechimea mai mare a acestor sate.
Conscripțiile din anii 1713, 1721-1722, 1733, 1839, 1893, 1900, 1904, 1910 și 1915 ne dau informații despre numărul locuitorilor, structura socială, numele boierilor, iobagilor și al altora, starea materială, categoria etnică privind locuitorii satului Ucea de Jos.
La recensământul (conscripția) realizat(ă), în Ardeal, în anul 1733, la cererea episcopului român unit, Ioan Inocențiu Micu-Klein, în localitatea românească (valachicus) Ucea de Jos, erau recenzate 70 de familii, (în medie, cu câte 5 membri fiecare). Cu alte cuvinte, în Ucea de Sus din anul 1733, trăiau circa 350 de persoane. Aflăm, din registrul aceleiași conscripțiuni, că erau recenzați trei preoți: Iuon, Sztán și Ionásk, primul dintre cei trei preoți (Iuon) era unit, iar ultimii doi erau neuniți, adică ortodocși, o biserică. Din punct de vedere bisericesc, parohia greco-catolică din Ucea de Jos (Alsó-Ucsa), în anul 1733 aparținea protopiatului de Ludișor. Numele localității (Alsó-Ucsa) precum și al preoților (Sztán și Ionásk), deși românești, erau redate în ortografie maghiară, întrucât rezultatele conscripțiunii erau destinate unei comisii compuse din neromâni și în majoritate din maghiari.
Cu titlul de exemplu, prezentăm statistica anului 1910 pentru Ucea de Jos:  
- 1.054 locuitori, 407 copii și adolescenți și 56 de persoane se aflau în străinătate.
- nu era nici o persoană divorțată.
- Statistica pe etnii: 920 români, 115 unguri, 19 germani.
- Statistica pe genuri: 502  bărbați, 552 femei.
- Starea civilă: 548 necăsătoriți, 428 căsătoriți, 79 văduvi și văduve.

În anul 1584 Vladimir de Ucea figura ca boier de scaun în Făgăraș, iar în anii 1607, 1620, 1625 și 1639, boierul Oprea Băcilă din Ucea este menționat ca asesor și apoi jurat. Decurionul boierilor din anii 1721-1722 și 1726 era boierul Alde Băcilă de Ucea. Ca “villicu” (jude, primar), în anul 1722 era iobagul Iuon Cocoș, iar în anul 1726 era iobagul Stan Veru.

## Biserica ortodoxa din Ucea de Jos
Sub raport religios, putem spune – în baza celor mai multe conscripții vechi că satul Ucea de Jos a fost în decursul secolelor, în permanență, o parohie ortodoxă. Din rândul celor mai vechi preoți cunoscuți din documente istorice amintim doar pe primii trei: Popa Oprea (1632), Popa Radu (1637) și Protopopul Man (1667-1687). De mai târziu, vrednici de amintire pentru realizările lor sunt preoții Ilie Mânecuță (1900-1944) și Marcu Budac (1944-1959). Între anii 1960-2007 paroh a fost Pr. Ioan Glăjar, iar din 1 martie 2007 la 1 decembrie 2016 preot paroh a fost părintele Ion Tărcuță. La momentul actual cel care slujește lui Dumnezeu și oamenilor din Ucea de Jos este părintele Toma Sebastian Horaṭiu.
În ceea ce privește locașurile de cult ale Parohiei Ucea de Jos, menționăm că în veacurile XVII-XIX existau două biserici, ambele ortodoxe, una fiind doar a boierilor. Una dintre acestea a dăinuit până în 1926, când a fost demolată și în locul ei a fost construită alta prin străduința preotului Ilie Mânecuță. Biserica nouă, construită în stil bizantin adaptat (plan cruciform și cu trei turle) a fost sfințită în 10 iunie 1928 de Mitropolitul Ardealului, Nicolae Bălan, atribuindu-i-se hramul „Sf. Nicolae“.
În urma unor reparații capitale necesare, ce au constat și din demolarea turlei Pantocratorului și construirea alteia în loc, biserica s-a prăbușit în proporție de două treimi, în 11 octombrie 1972. Prăbușirea ei s-a datorat greșelilor de calcul al rezistenței ansamblului pe care a fost ridicată noua turlă, greșeli săvârșite de autorii proiectului noii turle, specialiști din Serviciul de Proiectare al Direcției Monumentelor Istorice București. Greșelile de calcul n-au fost depistate nici de Serviciul Tehnic al Arhiepiscopiei Sibiu, care a „verificat“ și a aprobat proiectul și a autorizat parohia să îl aplice. Erorile au fost constatate abia după prăbușire, în urma cercetărilor dispuse de Procuratura Făgăraș și efectuate, la recomandarea acesteia, de către experți ai Academiei Române. Sub păstorirea Pr. Ioan Glăjar, biserica a fost reconstruită și dotată din nou cu toate obiectele de inventar și de cult necesare, iar în anii 1993-1999 a fost pictată în tehnica frescă de către pictorii Virgil și Livia Pavel din Sibiu. Resfințirea bisericii a fost săvârșită în 1 iunie 2003 de către P. S. Episcop Visarion, pe atunci Vicarul Arhiepiscopiei Sibiului, iar actualmente Episcopul Eparhiei Tulcea. Biserica are câteva cărți vechi și obiecte de inventar de valoare religioasă, istorică și culturală.

## Herghelia de la Ucea de Jos
Herghelia de la Ucea de Jos este una din cele patru secții ale Hergheliei de la Sâmbăta de Jos. La Herghelia de la Ucea de Jos se crește tineretul femelă de la vârsta de 6 luni la vârsta de 3 ani. Herghelia de la Sâmbăta de Jos este cea mai completă crescătorie de lipițani din lume, cu șapte din cele opt familii ale acestei rase de cai imperiali, creată în podișul Karst, la Lipizza, în 1580, de casa regală austriacă. Astăzi, cabalinele se bucură de aerul proaspăt de munte, apa limpede și atașamentul oamenilor care îi îngrijesc și pentru care herghelia este un mod de viață.

## Facilități pentru investitori
Câteva dintre facilitățile care există în sat pentru desfășurarea de activități economice:
- Accesul la rețeaua de căi ferate (distanța până la cea mai apropiată stație sau haltă CFR) este de 1 km.
- Accesul la rețeaua de drumuri naționale, județene, comunale, forestiere (DN1, DJ105C trec pe teritoriul administrativ al localității).
- Rețea de alimentare cu apă potabilă
- Rețea de canalizare în sistem propriu
- Rețea de comunicații (telefon, internet broadband, cablu TV)
- Facilități fiscale
- Terenuri
- Forța de muncă calificată existentă
- Resurse naturale ce pot fi exploatate
- Proiecte pentru dezvoltarea mediului de afaceri (parcuri industriale, incubatoare de afaceri, etc.[15]

## Economia satului
Economia satului Ucea de jos se bazează pe unități de producere și procesare a cărnii și a laptelui, ferme cu producție vegetală, ferme de creștere a animalelor, societăți comerciale ce se ocupa de comerțul cu amănuntul, transport de persoane, tâmplărie PVC, distribuție de mărfuri, activități de prelucrare a lemnului și altele.